# Xinjiangacris rufitibis
Xinjiangacris rufitibis är en insektsart som beskrevs av Zheng, Z. 1993. Xinjiangacris rufitibis ingår i släktet Xinjiangacris, och familjen gräshoppor. Inga underarter finns listade.